# Rastacap

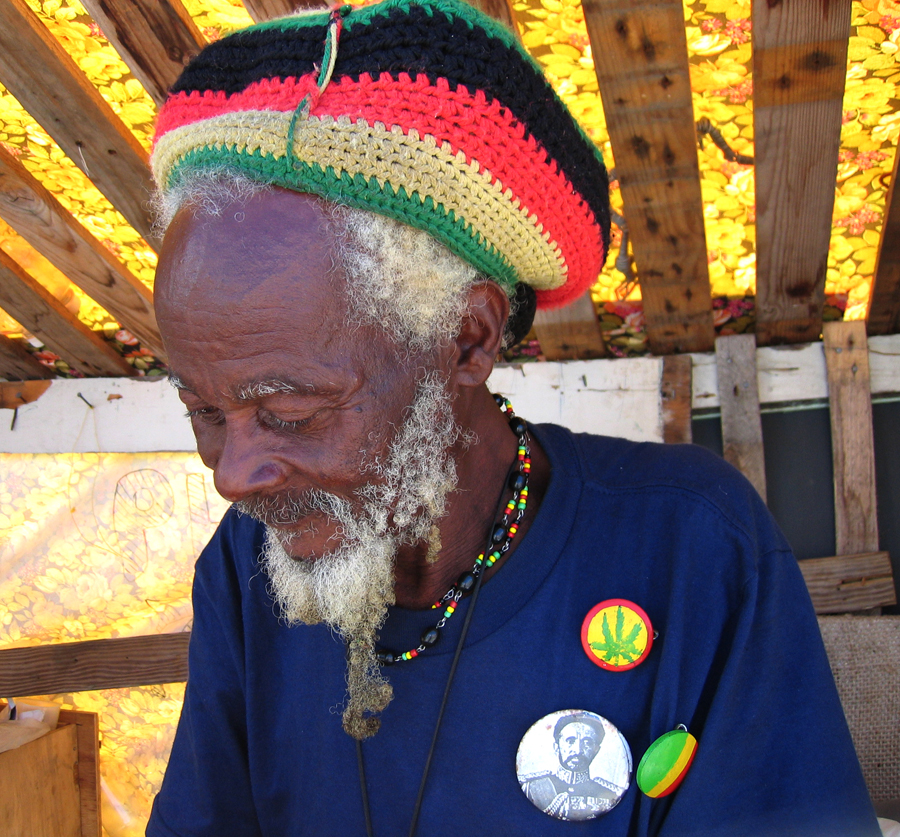
Rastaman noszący opisywaną czapkę

Rastacap (nazywany również rastafar lub toppa) jest długą, okrągłą i szydełkowaną czapką, często w barwach Etiopii. Jest używany przez członków ruchu Rastafari jako nakrycie na dready. Często tworzy się też rastacap z doczepianymi, sztucznymi dreadami. Rastacap jest symbolem jamajskiego wokalisty, Boba Marleya.